# オルデンブルク

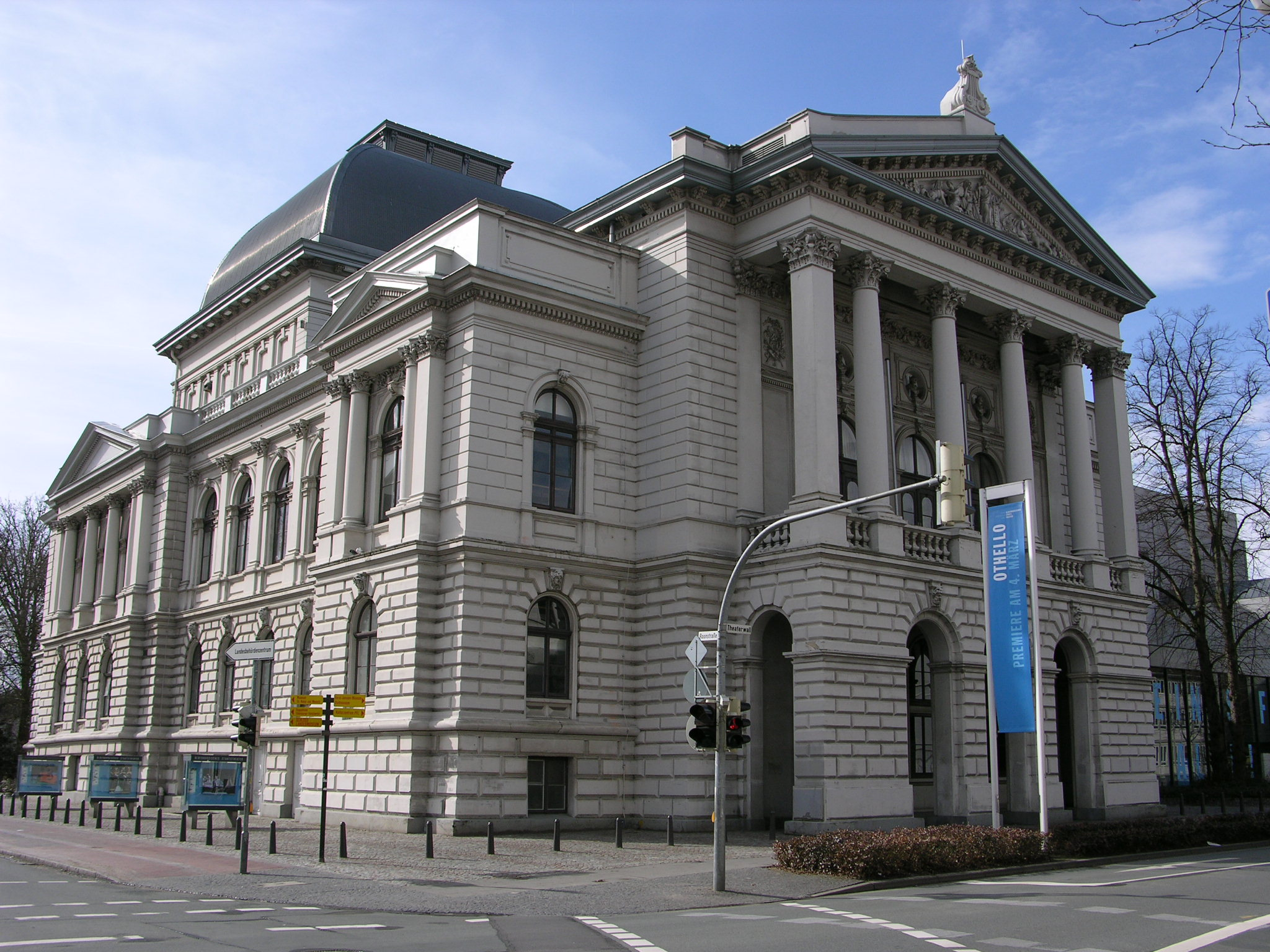
国立劇場

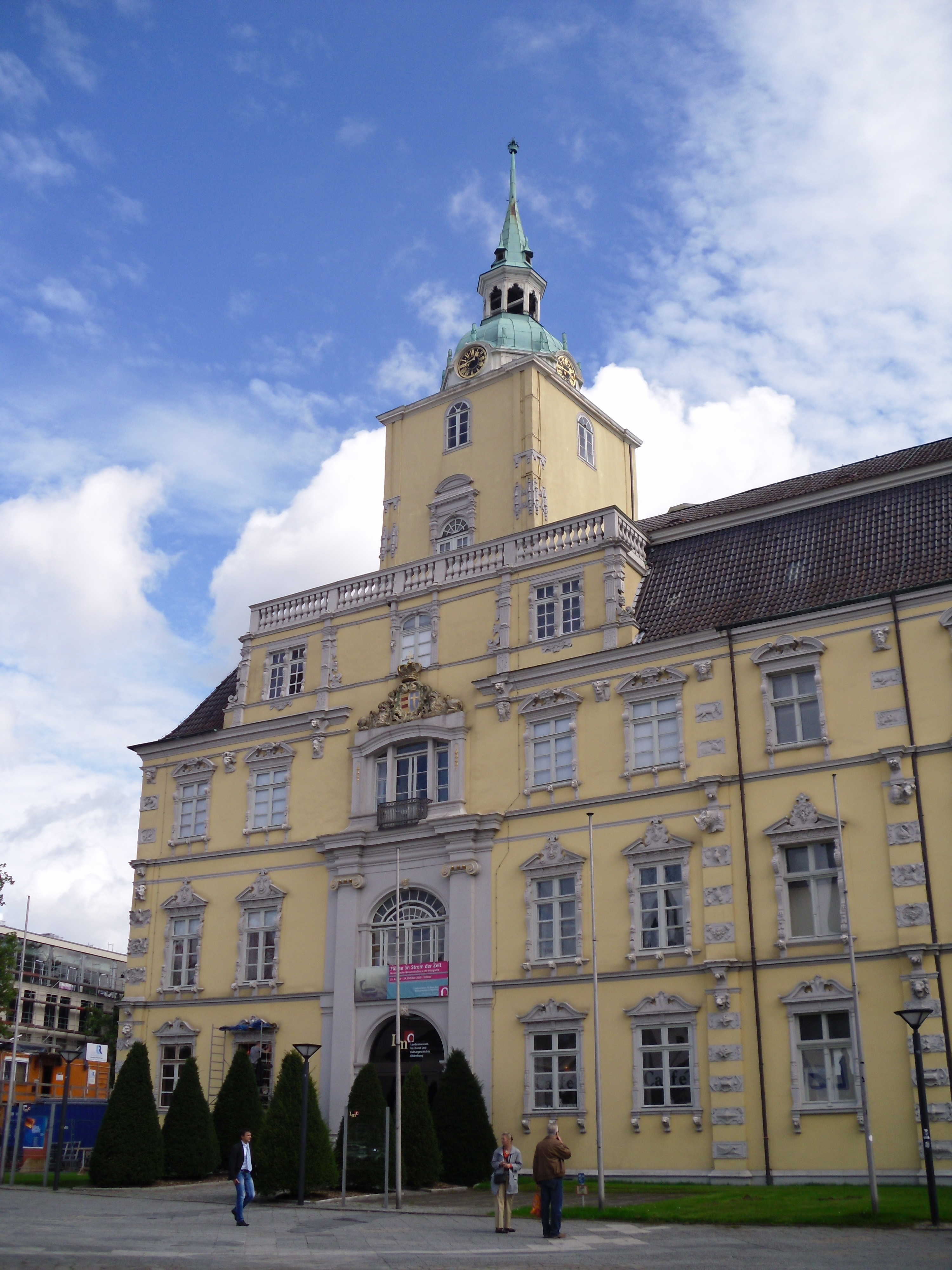
オルデンブルク城

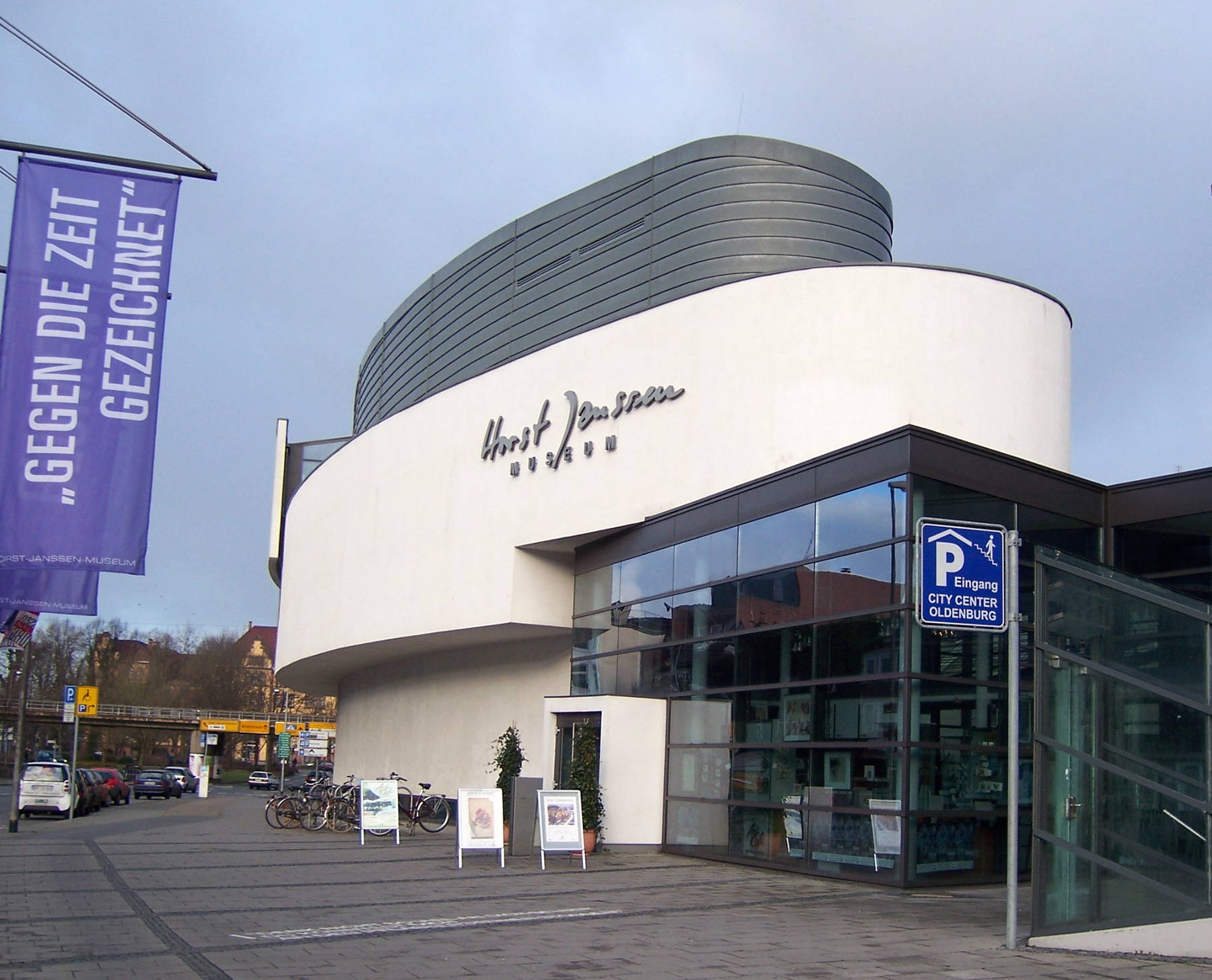
ホルスト・ヤンセン美術館

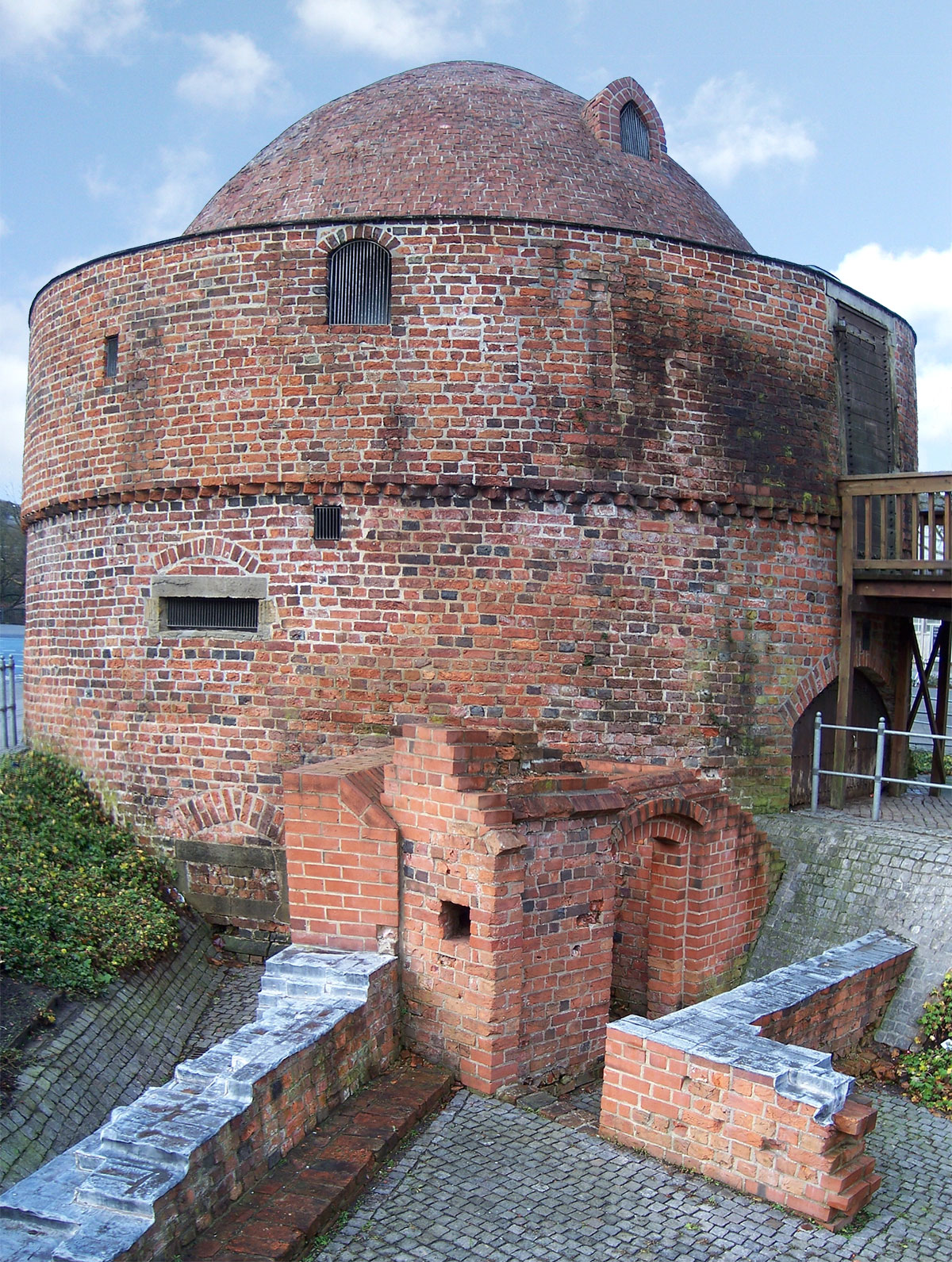
市壁火薬塔跡

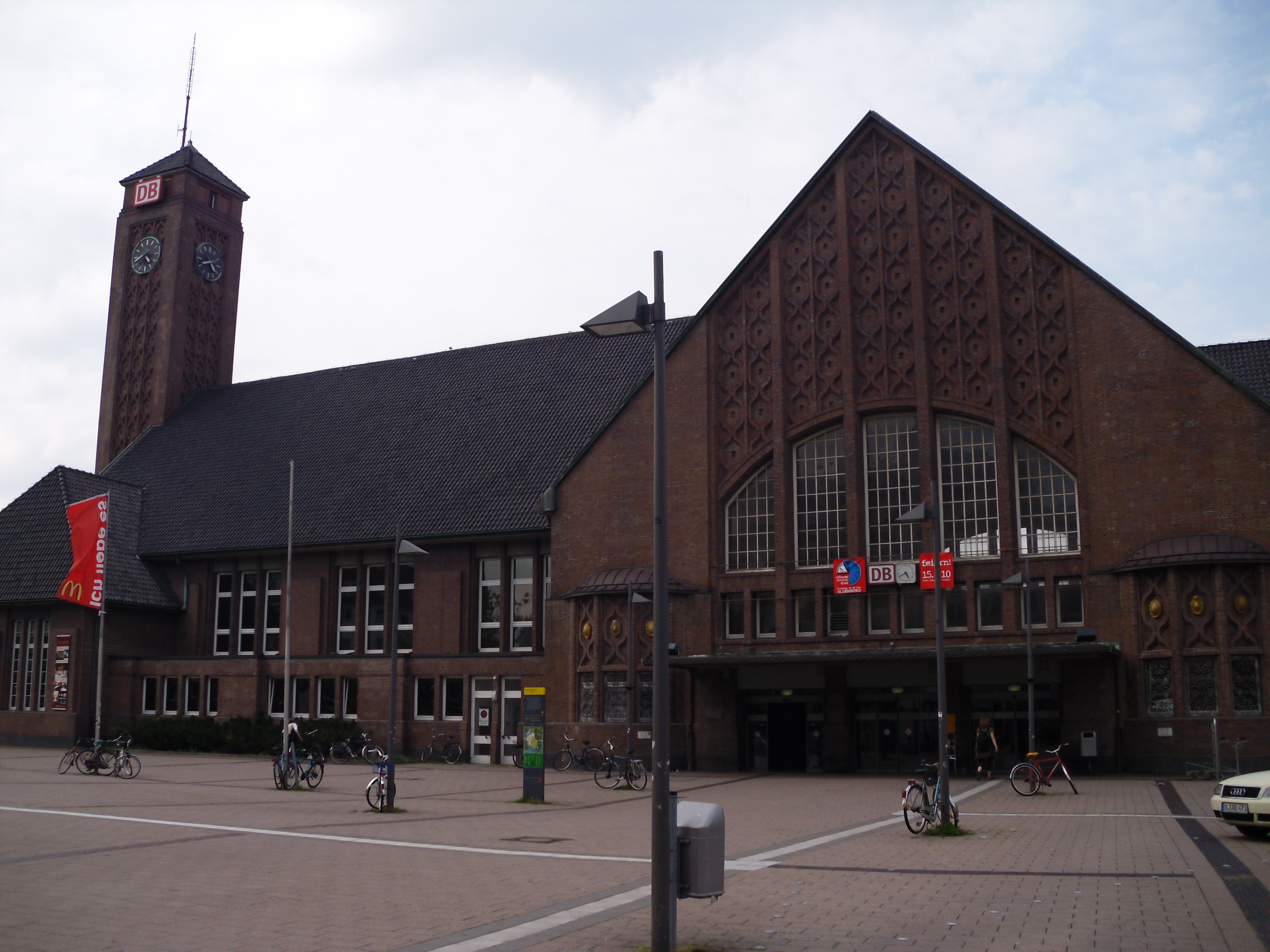
中央駅

オルデンブルク （Oldenburg (Oldb)）は、ドイツのニーダーザクセン州北西部に位置する代表的な都市である。およそ16万人の人口を有し、これは同州においては州都であるハノーファー、ブラウンシュヴァイク、オスナブリュックに次ぐ第四の規模にあたる。
なお、シュレースヴィヒ＝ホルシュタイン州に同名の町があるため、通常は Oldenburg の後に郡の略称である「（Oldb）」をつけて区別する。
　

## 地勢
オルデンブルク郡の中心にあり、ヴェーザー川の支流であるフンテ川とキュステン運河の合流点に位置する。北海沿岸までは約90kmの距離にある。
近隣の都市としては、約100km南に位置するオスナブリュック、45kmほど東に位置するブレーメン、50kmほど北に位置するヴィルヘルムスハーフェンなどが挙げられる。オランダとの国境にも近く、フローニンゲンまでは約110kmの距離である。

## 歴史
中世においては、オルデンブルク伯領の中心都市であった。15世紀には、オルデンブルク伯クリスチャンがクリスチャン1世としてデンマーク王に即位、オルデンブルク朝（オレンボー朝）が成立した。のち、オルデンブルク家の支流ホルシュタイン＝ゴットルプ家の下で伯領から公国となった。ナポレオンによる征服後、ウィーン体制下でオルデンブルク大公国が成立し、オルデンブルクは引き続いてその中心となった。
第一次世界大戦後はオルデンブルク自由州となり、第二次世界大戦後、イギリスによる占領を得て現在へと至る。

## 文化と見所

### オルデンブルク城
かつてこの地を治めた代々領主・君主の居所であった。1667年まではオルデンブルク伯、1785年からはオルデンブルク公家、1815年からはオルデンブルク大公家の住まいであった。

### 劇場
オルデンブルク国立劇場はニーダーザクセン州で最も古い劇場で、現在でもオペラ、オペレッタ、ミュージカル、バレエなどを上演している。

### 博物館・美術館
2000年にオープンしたホルスト・ヤンセン美術館では、当地出身の画家ホルスト・ヤンセンの作品を約1800点所蔵している。
他にも、ニーダーザクセン州立美術館などがある。

### イベント
毎年夏には、三週間にわたるサマーフェスティバル（Oldenburger Kultursommer）が開催されている。期間中は市街地を中心にジャズコンサートやストリートパフォーマンス等の各種イベントが連日無料で催される。
自主制作映画を対象にしたオルデンブルク国際映画祭が1994年より毎年開催されている。

### ナイトライフ
ナイトライフの中心はヴァル通り（Wallstraße）周辺で、近年多くのバー、クラブ、カフェができ、幅広いスタイルの遊びが楽しめる。

### 名物料理
最もよく知られた郷土料理は、細かく砕いた穀物と香草を含んだピンケルというソーセージで、通常は湯がいたケールや炒めたジャガイモと合わせて食される。

## その他の主要観光資源
- オルデンブルク旧市庁舎
- ランベルティ教会
- 市壁火薬塔跡
- 旧オルデンブルク州議会

## 研究・教育
- カール・フォン・オシエツキー大学オルデンブルク
- ヴィルヘルムスハーフェン・オルデンブルク・エルスフレート専門大学
- フェヒタ・ディープホルツ・オルデンブルク経済工科大学

## メディア
日刊の一般紙として、1946年より『ノルトヴェスト新聞』が発行されている。

## スポーツ
- バスケットボール・ブンデスリーガ（ドイツプロバスケットボールリーグの1部）所属のEWEバスケッツ・オルデンブルク の本拠地である。

## 交通
- 鉄道：  オルデンブルク中央駅 － ドイツ鉄道の近郊列車（レギオナルエクスプレスやレギオナルバーン）以外にも、ICE、インターシティなどの特急列車が停車する。また、2000年に運行を開始したドイツ最大規模の私鉄、ノルトヴェストバーン（NordWestBahn）が乗り入れる駅でもある。これまで市内で唯一の鉄道駅であったが、2011年には郊外にオルデンブルク・ヴェヒロイ（Oldenburg-Wechloy）駅が開業する予定。
- 道路交通： 連邦アウトバーンのA28号線、A29号線、A293号線が市を取り囲む形で走っている。
- 路線バス： オルデンブルク中央駅のバスステーションから路線バスが接続している。乗車時に運転手から目的エリア毎に通しの乗車券を購入できる。
- 水上交通： 河港であるオルデンブルク港から小型船での航行が可能である。

## オルデンブルク出身の人物
- デンマーク王クリスチャン1世： オルデンブルク朝の始祖
- アマーリエ・フォン・オルデンブルク： ギリシャ王オソン1世の王妃
- ヨハン・フリードリヒ・ヘルバルト： 近代的な教育学の生みの親
- オルデンブルク大公ペーター2世
- オルデンブルク大公フリードリヒ・アウグスト： オルデンブルク大公国の最後の大公
- ルドルフ・レーマン： 京都薬科大学創設のきっかけをつくった技師
- カール・ヤスパース： 20世紀を代表する哲学者
- ヴァルター・ベーアマン（ドイツ語版）： 地理学者
- ホルスト・ヤンセン（ドイツ語版）： 画家・版画家
- ウルリケ・マインホフ： ドイツ赤軍の創設者の一人
- ディーター・ボーレン： 歌手、音楽プロデューサー
- ハンス＝イェルク・ブット： サッカー選手
- アルフォンス・デーケン： イエズス会司祭・上智大学名誉教授

## 姉妹都市
- ホイェ＝タストルップ (Høje-Taastrup、デンマーク、1978年より）
- ショレ（フランス、1985年より）
- フローニンゲン（オランダ、1989年より）
- マハチカラ（ロシア・ダゲスタン共和国、1989年より）
- リューゲン郡（ドイツ・メクレンブルク＝フォアポンメルン州、1990年より）
- マテ・アシェル（מועצה אזורית מטה אשר, Mateh Asher、イスラエル、1996年より）
- キングストン・アポン・テムズ（イギリス、2010年より）

## 引用
1. ↑  Landesamt für Statistik Niedersachsen, LSN-Online Regionaldatenbank, Tabelle A100001G: Fortschreibung des Bevölkerungsstandes, Stand 31. Dezember 2023